# Aces over Europe
Aces over Europe ist ein Computerspiel. Es handelt sich um eine Flugsimulation, die in den Jahren 1944 und 1945 des Zweiten Weltkrieges in Westeuropa spielt. Aces over Europe wurde von Dynamix Inc. entwickelt und 1993 als Teil der „Aces“-Reihe veröffentlicht. Es ist der Nachfolger der ausgezeichneten Flugsimulation Aces of the Pacific von 1992.
Das Spiel beinhaltet verschiedenste Flugzeuge dieser Zeit. Man kann sowohl auf deutscher als auch auf englischer oder amerikanischer Seite ins Spiel einsteigen. Es stehen Einzelmissionen sowie ein Karrieremodus zur Verfügung. Der Spieler führt Patrouillen und  Abfangjagden durch, aber auch Angriffe auf Bodenziele, Schiffe und Fahrzeugkolonnen.
In technischer Hinsicht sind die Änderungen gegenüber dem Vorgänger marginal. Allerdings ermöglichte eine geringfügige Erweiterung der Engine nun auch erstmals eine Grafikauflösung im SVGA-Format mit 640 × 480 Pixeln bei 256 Farben.